# 陳睿宗
陳睿宗（越南语：／，1337年—1377年）为陳朝第10代皇帝，1373年至1377年在位。諱陳曔（越南语：／），《明史》作陳日煓。他是陳朝第5代皇帝陳明宗的兒子，也是第9代皇帝藝宗之弟。
1372年，在其兄藝宗禪位後，陳睿宗即位。1376年，不顾朝臣的谏言，睿宗坚持与宿敌占婆国决战，并率领号称12万大军親征占婆，然而战争失败，其本人歿于陣中。

## 背景
陳睿宗於1337年出生於昇龍，是陳明宗的第十一子，為惇慈皇太妃所生，封恭宣王（越南语：／）。1369年，陳裕宗逝世，憲慈皇太后依據裕宗的遺詔，立沒有陳朝皇室血統的楊日禮為帝，導致了陳朝宗室的不滿。1370年，時為恭宣王的陳曔支持兄長恭定王陳暊，起兵討伐楊日禮並將其誅殺。陳暊即位，是為陳藝宗。
因陳曔在藝宗奪位的過程中扮演著相當重要的角色，陳藝宗決定將皇位傳給他。1373年，陳藝宗禪位給恭宣王陳曔，是為陳睿宗。藝宗則以太上皇的身份繼續參與陳朝的政治。

## 即位為帝
根據《大越史記全書》的記載，陳睿宗雖然在推翻楊日禮的政變中扮演重要角色，但他卻是一位「剛愎自用，拒諫輕殃」的君主。睿宗在位期間，南方的占城開始崛起。但陳睿宗不聽大臣的勸諫，執意要派遣軍隊攻打占城。1373年12月，陳睿宗正式宣佈了襲擊占城的方案，而此時，越南國內已經爆發了多起的農民起義。
從另一方面來說，陳睿宗在楊日禮之亂後鞏固了陳朝皇族的統治地位。他於1374年2月恢復了科舉制度，並重建了軍隊和行政系統。他任命嘉慈皇后黎氏的表親黎季犛掌握兵權，派陳元旦去平定北方邊境。

## 征討占城與陣亡
占城國王制蓬峨曾向越南進獻黃金十盤，但卻被化州守將杜子平給貪污了，杜子平上奏睿宗，稱制蓬峨「傲慢無禮，宜加兵討之」。1376年12月，陳睿宗命黎季犛督導乂安、新平、順化等地的漕運，杜子平率軍殿后，親率大軍12萬人南下攻打占城。次年正月兵至占城的尸耐混港，逼近占城首都闍槃。占城國王制蓬峨為了誘敵深入，遣部下牧婆摩詐降，聲稱「蓬峨已遁，但留空城，宜速進兵，無留機會」。陳睿宗果然中計，不顧大將杜禮的勸告，於次日發兵向闍槃進發，全軍魚貫式前進。制蓬峨立即發兵襲擊，越軍被截為數段，大潰。越軍大將杜禮、阮納和、行遣范玄齡皆歿於陣中，陳睿宗本人也被占軍所殺。御溝王陳勗為占城俘虜。杜子平、黎季犛隻身逃脫。
事後，杜子平被罷免官職，黎季犛則因受到太上皇陳藝宗的寵信而依舊官任原職。藝宗立睿宗的次子陳晛繼承皇位，是為陳廢帝。
《大越史記全書》記載，陳朝朝廷使用招魂葬的方式，埋葬陳睿宗於熙陵。這暗示陳朝未能尋獲陳睿宗的遺體，熙陵只不過是陳睿宗的衣冠冢。陳睿宗死後，陳朝朝廷詭稱睿宗巡邊溺死，請求明朝冊封世子繼位。明朝遂遣使冊封陳廢帝為安南國王。

## 家庭

### 后宫
- 嘉慈皇后黎氏
- 宸妃阮氏碧珠

### 子女
- 长子彰武大王陈炜
- 子陈废帝
- 女庄徽公主陈氏，嫁宗室陈元胤，恭正王之子
- 女宣徽公主陈氏，嫁大王陈頊，陈艺宗子、公主从兄弟